# Matthias Gärtner (Politiker)
Matthias Gärtner (* 18. November 1972 in Lutherstadt Wittenberg) ist ein deutscher Politiker (PDS) und ehemaliger Abgeordneter im Landtag von Sachsen-Anhalt.

## Biografie
Gärtner studierte nach dem Abitur ab 1991 Politikwissenschaft an der Universität Halle-Wittenberg.
Er trat 1991 in die PDS ein. Darin war er von 1991 bis 1994 und erneut 1996 bis 1997 Sprecher im Kreisvorstand Wittenberg. 
In den Kreistag Wittenberg wurde er 1999 gewählt. Gärtner gehörte dem Landtag von Sachsen-Anhalt von 1994 bis 2006 an. Dort war er in der zweiten Wahlperiode innenpolitischer Sprecher der Fraktion und in der dritten Wahlperiode stellvertretender Fraktionsvorsitzender.
Nach seinem Ausscheiden aus dem Landtag wurde er Mitarbeiter der Linken-Fraktion im niedersächsischen Landtag.